# Gaiserwald
Gaiserwald är en kommun i distriktet Sankt Gallen i kantonen Sankt Gallen, Schweiz. Kommunen har 8 609 invånare (2023).
Kommunen består av huvudorten Abtwil (5 194 invånare) samt av orterna Engelburg (2 895 invånare) och St. Josefen (182 invånare).

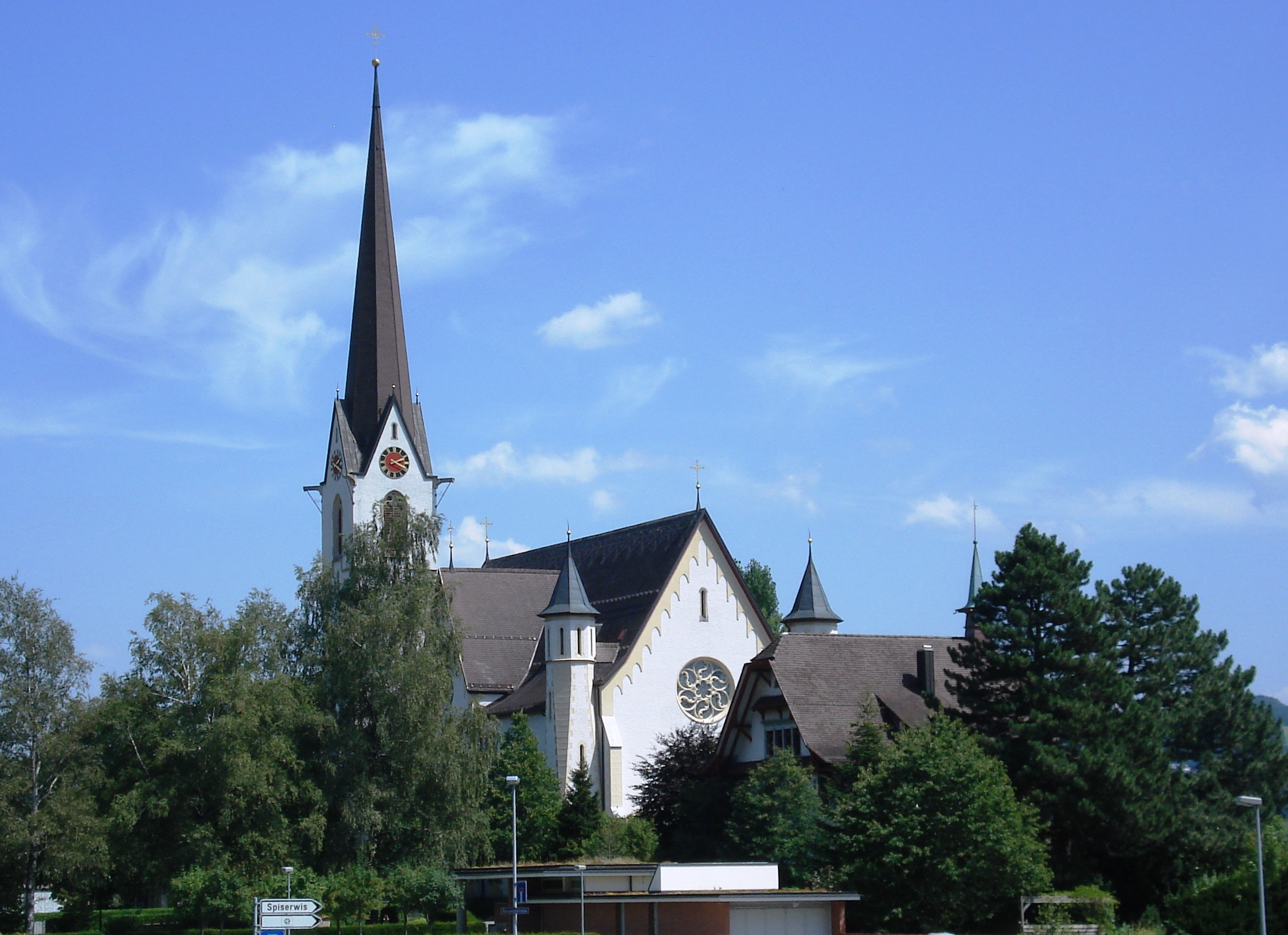
Kyrkan i Sankt Josefen.

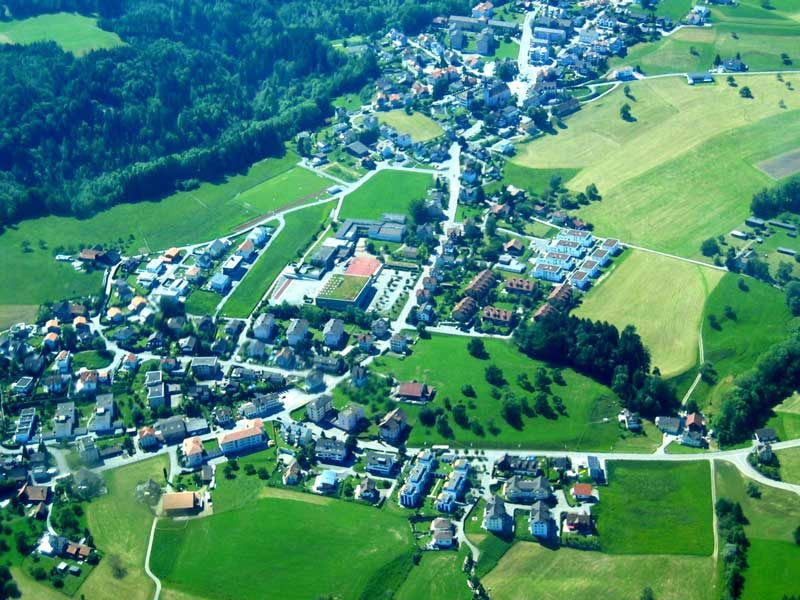
Engelburg.